# Rodero
Rodero är en ort och kommun i provinsen Como i regionen Lombardiet i Italien. Kommunen hade 1 333 invånare (2018).